# Élections aux Cortes de Castille-La Manche de 2015
Les élections aux Cortes de Castille-La Manche de 2015 (en espagnol : Elecciones a las Cortes de Castilla-La Mancha de 2015) se sont tenues le dimanche 24 mai 2015 afin d'élire les trente-trois députés de la neuvième législature des Cortes de Castille-La Manche, parlement de la communauté.
Le scrutin voit la victoire du Parti populaire de Castille-La Manche (PPCLM), qui obtient la majorité relative mais se voit renvoyé dans l'opposition.

## Contexte
Devenue un bastion socialiste en 1982, la Castille-La Manche a basculé au centre droit nationalement à compter des élections européennes de 1994, puis localement aux scrutins de 2011.
En effet, lors des précédentes  élections du 22 mai 2011, le PPCLM, emmené par la secrétaire générale du PP María Dolores de Cospedal, réalise un score de 48,9 % des voix, ce qui constitue son record dans la région. Il en résulte le contrôle de 25 députés sur 49, soit l'exacte majorité absolue. Avec 44,1 % des voix, le Parti socialiste de Castille-La Manche-PSOE (PSCM-PSOE) de José María Barreda, président de la Junte depuis avril 2004, est renvoyé dans l'opposition, une première en trente-deux ans.
Les élections municipales, organisées le même jour, confirment ce nouveau rapport de forces. Cumulant 46,5 % des voix, les conservateurs devancent les socialistes, ramenés à 39,7 %. Le PSOE conserve ainsi Tolède et reprend Cuenca, mais il perd Albacete au profit du PP, qui se maintient à Ciudad Real et Guadalajara. Sur les neuf autres villes de plus de 25 000 habitants, le PP en gouverne six, contre trois au PSOE. De la sorte, les conservateurs s'emparent de quatre députations provinciales, les socialistes étant reconduits à celle de Ciudad Real alors qu'ils les dirigeaient toutes avant l'élection.
La déroute du PSOE va s'amplifiant avec la tenue des élections législatives anticipées du 20 novembre 2011. Il recueille en effet 30,3 % des suffrages, ce qui constitue son pire résultat depuis le scrutin de 1977, et 7 députés sur les 21 à élire. Le PP triomphe, avec 55,8 % et les 14 autres sièges à pourvoir.
En février 2012, le maire de Tolède, Emiliano García-Page, au pouvoir depuis 2007 et ancien membre des gouvernements de José Bono et Barreda, prend le poste de secrétaire général du PSCM-PSOE, en remplacement de ce dernier, élu député au Congrès lors des élections législatives.
Par une loi adoptée trois mois plus tard, le gouvernement régional de De Cospedal met en place une première réforme électorale, la deuxième depuis le vote de la loi électorale de 1986. Le nombre de députés est en effet augmenté de 49 à 53, toutes les provinces sauf celles d'Albacete se voyant attribuer un siège supplémentaire. Cependant, elle décide de revenir dessus en 2014 et d'abaisser le nombre de parlementaires. Elle engage en premier lieu une réforme du statut d'autonomie en mai, afin d'abaisser le plancher et le plafond du nombre d'élus. Ceux-ci sont désormais fixés à 25 et 35, contre 49 et 57 précédemment. En juillet, une nouvelle loi électorale est votée, instituant 33 députés, dont 3 minimum par province, le restant étant distribué en proportion de la population.
La situation électorale se trouve bouleversée par les élections européennes du 25 mai 2014. Si le PP est toujours le premier parti de la région, il tombe à 37,7 %, tandis que le PSOE recule encore plus et finit à 28,8 % des suffrages, soit le plus mauvais résultat de son histoire dans la communauté autonome. Ce reflux du bipartisme profite en premier lieu à la Gauche unie (IU), qui atteint 8,7 %. Elle est suivie par Union, progrès et démocratie (UPyD), une formation centriste fondée par une dissidente socialiste, qui reçoit 7,2 %, et par Podemos, un parti de gauche anti-libérale créé à peine cinq mois auparavant et qui recueille 6,4 % des suffrages.

## Mode de scrutin

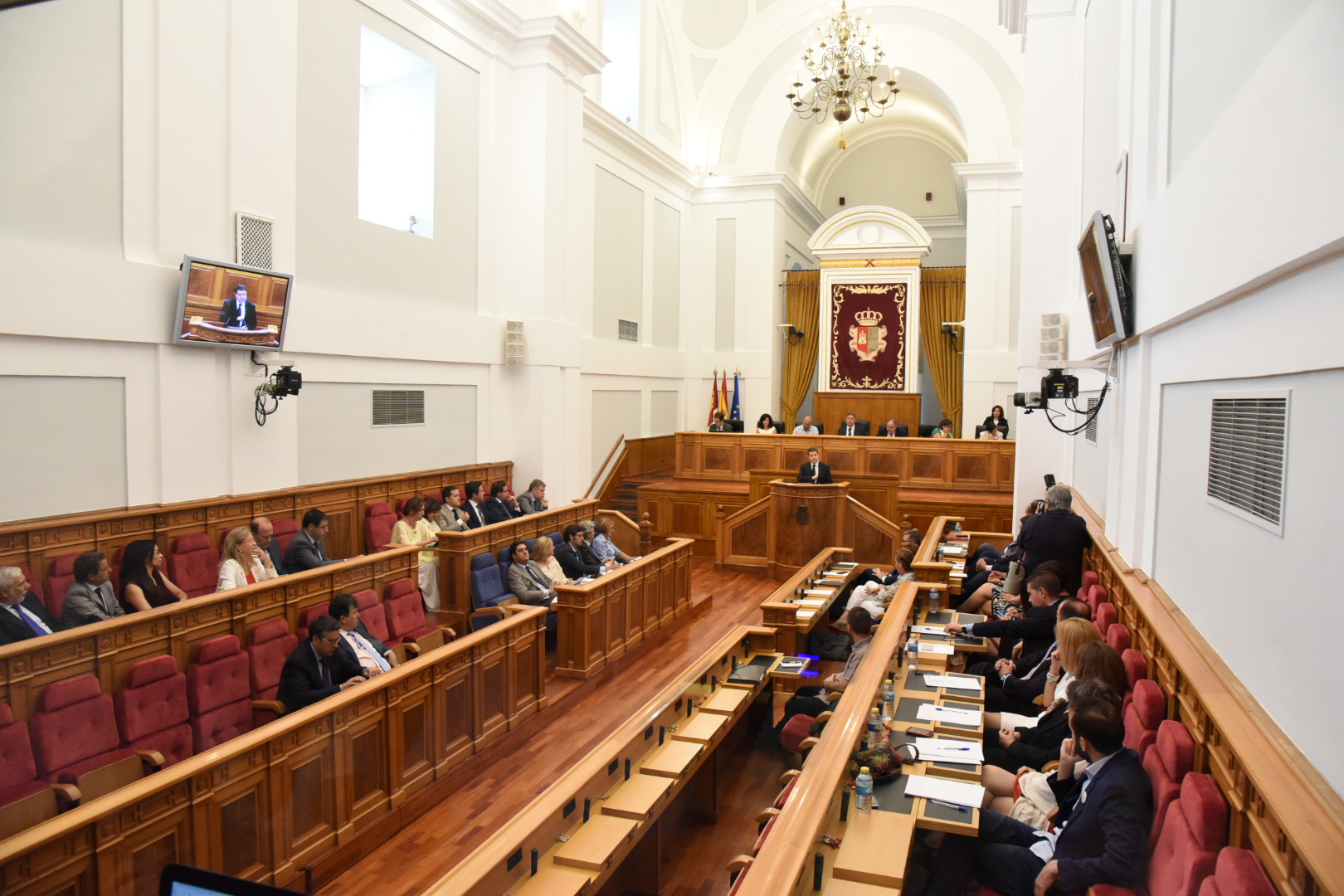
Salle des séances des Cortes de Castille-La Manche.

Les Cortes de Castille-La Manche se composent de 33 députés, élus pour un mandat de quatre ans au suffrage universel direct, suivant le scrutin proportionnel à la plus forte moyenne d'Hondt.
Chaque province constitue une circonscription, à raison de 6 sièges pour Albacete, 8 sièges pour Ciudad Real, 5 sièges pour Cuenca, 5 sièges pour Guadalajara et 9 sièges pour Tolède. Seules les forces politiques – partis, coalitions, indépendants – ayant remporté au moins 3 % des suffrages exprimés au niveau d'un territoire provincial participent à la répartition des sièges.

## Campagne

### Partis et chefs de file
| Force politique | Force politique                                                                           | Chef de file                                       | Idéologie                                         | Score en 2011              |
| --------------- | ----------------------------------------------------------------------------------------- | -------------------------------------------------- | ------------------------------------------------- | -------------------------- |
|                 | Parti populaire de Castille-La Manche Partido Popular de Castilla-La Mancha               | María Dolores de Cospedal (Présidente de la Junte) | Centre droit Conservatisme, démocratie chrétienne | 48,9 % des voix 25 députés |
|                 | Parti socialiste de Castille-La Manche-PSOE Partido Socialista de Castilla-La Mancha-PSOE | Emiliano García-Page (Maire de Tolède)             | Centre gauche Social-démocratie, progressisme     | 44,1 % des voix 24 députés |

## Résultats

### Voix et sièges
|                          |                                                         |           |       |       |        |               |  |  |  |  |  |  |  |  |
| Parti                    | Parti                                                   | Voix      | %     | +/-   | Sièges | +/-           |  |  |  |  |  |  |  |  |
|                          | Parti populaire (PP)                                    | 413 349   | 37,49 | 10,62 | 16     | 9             |  |  |  |  |  |  |  |  |
|                          | Parti socialiste ouvrier espagnol (PSOE)                | 398 104   | 36,11 | 7,29  | 15     | 9             |  |  |  |  |  |  |  |  |
|                          | Podemos                                                 | 107 463   | 9,75  | Nv.   | 2      | 2             |  |  |  |  |  |  |  |  |
|                          | Ciudadanos (Cs)                                         | 95 230    | 8,64  | Nv.   | 0      | en stagnation |  |  |  |  |  |  |  |  |
|                          | Gagnons Castille-La Manche (IU-LV)                      | 34 230    | 3,10  | 0,67  | 0      | en stagnation |  |  |  |  |  |  |  |  |
|                          | Union, progrès et démocratie (UPyD)                     | 10 866    | 0,99  | 0,76  | 0      | en stagnation |  |  |  |  |  |  |  |  |
|                          | Parti animaliste contre la maltraitance animale (PACMA) | 8 943     | 0,81  | 0,46  | 0      | en stagnation |  |  |  |  |  |  |  |  |
|                          | Vox                                                     | 5 302     | 0,48  | Nv.   | 0      | en stagnation |  |  |  |  |  |  |  |  |
|                          | Union des citoyens indépendants (UCIN)                  | 5 061     | 0,46  | 0,34  | 0      | en stagnation |  |  |  |  |  |  |  |  |
|                          | Les Verts-Groupe vert (LV-GV)                           | 1 918     | 0,17  | 0,03  | 0      | en stagnation |  |  |  |  |  |  |  |  |
|                          | Parti castillan-Unité castillane (PCAS-UdCa)            | 1 532     | 0,14  | 0,15  | 0      | en stagnation |  |  |  |  |  |  |  |  |
|                          | Autres partis                                           | 1 274     | 0,12  | -     | 0      | -             |  |  |  |  |  |  |  |  |
|                          | Vote blanc                                              | 19 256    | 1,75  | 0,08  |        |               |  |  |  |  |  |  |  |  |
|                          |                                                         |           |       |       |        |               |  |  |  |  |  |  |  |  |
| Suffrages exprimés       | Suffrages exprimés                                      | 1 102 528 | 97,82 |       |        |               |  |  |  |  |  |  |  |  |
| Votes nuls               | Votes nuls                                              | 24 609    | 2,18  |       |        |               |  |  |  |  |  |  |  |  |
| Total                    | Total                                                   | 1 127 147 | 100   | -     | 33     | 16            |  |  |  |  |  |  |  |  |
| Abstention               | Abstention                                              | 449 204   | 28,50 |       |        |               |  |  |  |  |  |  |  |  |
| Inscrits / participation | Inscrits / participation                                | 1 576 351 | 71,50 |       |        |               |  |  |  |  |  |  |  |  |

#### Par circonscription
|             |             |         |         |        |               |         |         |        |               |         |         |        |               |         |         |        |               |         |         |        |               |  |  |  |  |
| Sièges      | Sièges      | 6       | 6       | 6      | 4             | 8       | 8       | 8      | 3             | 5       | 5       | 5      | 3             | 5       | 5       | 5      | 3             | 9       | 9       | 9      | 3             |  |  |  |  |
|             |             |         |         |        |               |         |         |        |               |         |         |        |               |         |         |        |               |         |         |        |               |  |  |  |  |
|             |             | Nombre  | Nombre  | %      | %             | Nombre  | Nombre  | %      | %             | Nombre  | Nombre  | %      | %             | Nombre  | Nombre  | %      | %             | Nombre  | Nombre  | %      | %             |  |  |  |  |
| Inscrits    | Inscrits    | 310 951 | 310 951 | 100,00 | 100,00        | 403 904 | 403 904 | 100,00 | 100,00        | 159 684 | 159 684 | 100,00 | 100,00        | 182 542 | 182 542 | 100,00 | 100,00        | 519 270 | 519 270 | 100,00 | 100,00        |  |  |  |  |
| Abstentions | Abstentions | 90 917  | 90 917  | 29,24  | 29,24         | 119 405 | 119 405 | 29,56  | 29,56         | 37 138  | 37 138  | 23,26  | 23,26         | 56 136  | 56 136  | 30,75  | 30,75         | 145 608 | 145 608 | 28,04  | 28,04         |  |  |  |  |
| Votants     | Votants     | 220 034 | 220 034 | 70,76  | 70,76         | 284 499 | 284 499 | 70,44  | 70,44         | 122 546 | 122 546 | 76,74  | 76,74         | 126 406 | 126 406 | 69,25  | 69,25         | 373 662 | 373 662 | 71,96  | 71,96         |  |  |  |  |
| Nuls        | Nuls        | 4 336   | 4 336   | 1,97   | 1,97          | 6 860   | 6 860   | 2,41   | 2,41          | 2 559   | 2 559   | 2,09   | 2,09          | 2 224   | 2 224   | 1,76   | 1,76          | 8 630   | 8 630   | 2,31   | 2,31          |  |  |  |  |
| Exprimés    | Exprimés    | 215 698 | 215 698 | 98,03  | 98,03         | 277 639 | 277 639 | 97,59  | 97,59         | 119 987 | 119 987 | 97,91  | 97,91         | 124 182 | 124 182 | 98,24  | 98,24         | 365 022 | 365 022 | 97,69  | 97,69         |  |  |  |  |
|             |             |         |         |        |               |         |         |        |               |         |         |        |               |         |         |        |               |         |         |        |               |  |  |  |  |
| Partis      | Partis      | Voix    | %       | Sièges | +/−           | Voix    | %       | Sièges | +/−           | Voix    | %       | Sièges | +/−           | Voix    | %       | Sièges | +/-           | Voix    | %       | Sièges | +/-           |  |  |  |  |
|             | PP          | 79 082  | 36,66   | 3      | 2             | 102 940 | 37,08   | 4      | 2             | 49 816  | 41,52   | 3      | 1             | 41 889  | 33,73   | 2      | 3             | 139 622 | 38,25   | 4      | 2             |  |  |  |  |
|             | PSOE        | 73 004  | 33,85   | 3      | 2             | 107 829 | 38,84   | 4      | 1             | 45 151  | 37,63   | 2      | 2             | 37 269  | 30,01   | 2      | 1             | 134 851 | 36,94   | 4      | 2             |  |  |  |  |
|             | Podemos     | 24 235  | 11,24   | 0      | en stagnation | 23 423  | 8,44    | 0      | en stagnation | 9 566   | 7,97    | 0      | en stagnation | 18 171  | 14,63   | 1      | 1             | 32 068  | 8,79    | 1      | 1             |  |  |  |  |
|             | Cs          | 20 775  | 9,63    | 0      | en stagnation | 20 741  | 7,47    | 0      | en stagnation | 7 997   | 6,66    | 0      | en stagnation | 14 923  | 12,02   | 0      | en stagnation | 30 794  | 8,44    | 0      | en stagnation |  |  |  |  |
|             | IU-LV       | 8 193   | 3,80    | 0      | en stagnation | 8 502   | 3,06    | 0      | en stagnation | 2 544   | 2,12    | 0      | en stagnation | 4 163   | 3,35    | 0      | en stagnation | 10 828  | 2,97    | 0      | en stagnation |  |  |  |  |
|             | Autres      | 6 651   | 3,08    |        |               | 8 721   | 3,14    |        |               | 2 620   | 2,18    |        |               | 5 490   | 4,42    |        |               | 11 414  | 3,13    |        |               |  |  |  |  |
|             | Blanc       | 3 758   | 1,74    | 5 483  | 1,97          | 2 293   | 1,91    | 2 277  | 1,83          | 5 445   | 1,49    |        |               |         |         |        |               |         |         |        |               |  |  |  |  |

### Analyse
La Castille-La Manche enregistre un net recul de la participation, puisqu'un total de 62 000 électeurs de plus qu'en 2011 décident de bouder les urnes.
Les deux grands partis, seuls aux Cortes depuis 1999, sont également sanctionnés. Le Parti populaire de Castille-La Manche, qui gouverne depuis quatre ans à peine, perd 151 000 voix par rapport à 2011. Il s'impose toutefois dans quatre provinces, seule celle de Ciudad Real lui échappant, mais il ne franchit le seuil des 40 % que dans celle de Cuenca. Le Parti socialiste de Castille-La Manche-PSOE n'est pas en reste, puisqu'il perd 111 000 suffrages favorables en quatre ans et manque de peu de passer sous la barre des 30 % dans la province de Guadalajara.
Cette situation profite à deux formations émergentes, dont une seule obtient une représentation parlementaire. Podemos, qui franchit le seuil des 100 000 voix en sa faveur pour sa première élection régionale, manque de peu d'atteindre les 10 % des suffrages exprimés. Il atteint son meilleur résultat dans la province de Guadalajara, où il culmine à 14,6 %. Citoyens - Parti de la Citoyenneté, parti libéral centriste, fait lui aussi une belle percée en ratant de peu cette même barre des 100 000 suffrages, mais ses 8,8 %, du fait de la réforme électorale, ne lui permettent pas d'entrer dans l'hémicycle, quand bien même il obtient 12 % dans la province de Guadalajara.

### Conséquences
Le 1er juillet, Emiliano García-Page est investi présidente de la Junte des communautés par 17 voix pour et 16 contre. Il est alors le premier maire de Tolède à accéder à cette fonction, après les échecs de José Manuel Molina en 1991 et Agustín Conde en 1999.